# Ardelles
Ardelles ist eine französische Gemeinde mit 210 Einwohnern (Stand: 1. Januar 2022) im Département Eure-et-Loir in der Region Centre-Val de Loire; sie gehört zum Arrondissement Dreux und zum Kanton Saint-Lubin-des-Joncherets. Die Einwohner werden Ardellois genannt.

## Geographie
Ardelles liegt etwa 22 Kilometer nordwestlich von Chartres. An der westlichen Gemeindegrenze verläuft das Flüsschen Ruisseau de Saint-Martin. Umgeben wird Ardelles von den Nachbargemeinden Saint-Maixme-Hauterive im Norden, Thimert-Gâtelles im Nordosten und Osten, Favières im Osten und Südosten sowie Digny im Süden und Westen.

## Bevölkerungsentwicklung
| Jahr                       | 1962 | 1968 | 1975 | 1982 | 1990 | 1999 | 2006 | 2020 |
| Einwohner                  | 127  | 143  | 112  | 114  | 155  | 162  | 206  | 208  |
| Quellen: Cassini und INSEE |      |      |      |      |      |      |      |      |

## Sehenswürdigkeiten
- Kirche Notre-Dame aus dem 16. Jahrhundert
- Wehrhof von La Coudraye aus dem 17. Jahrhundert

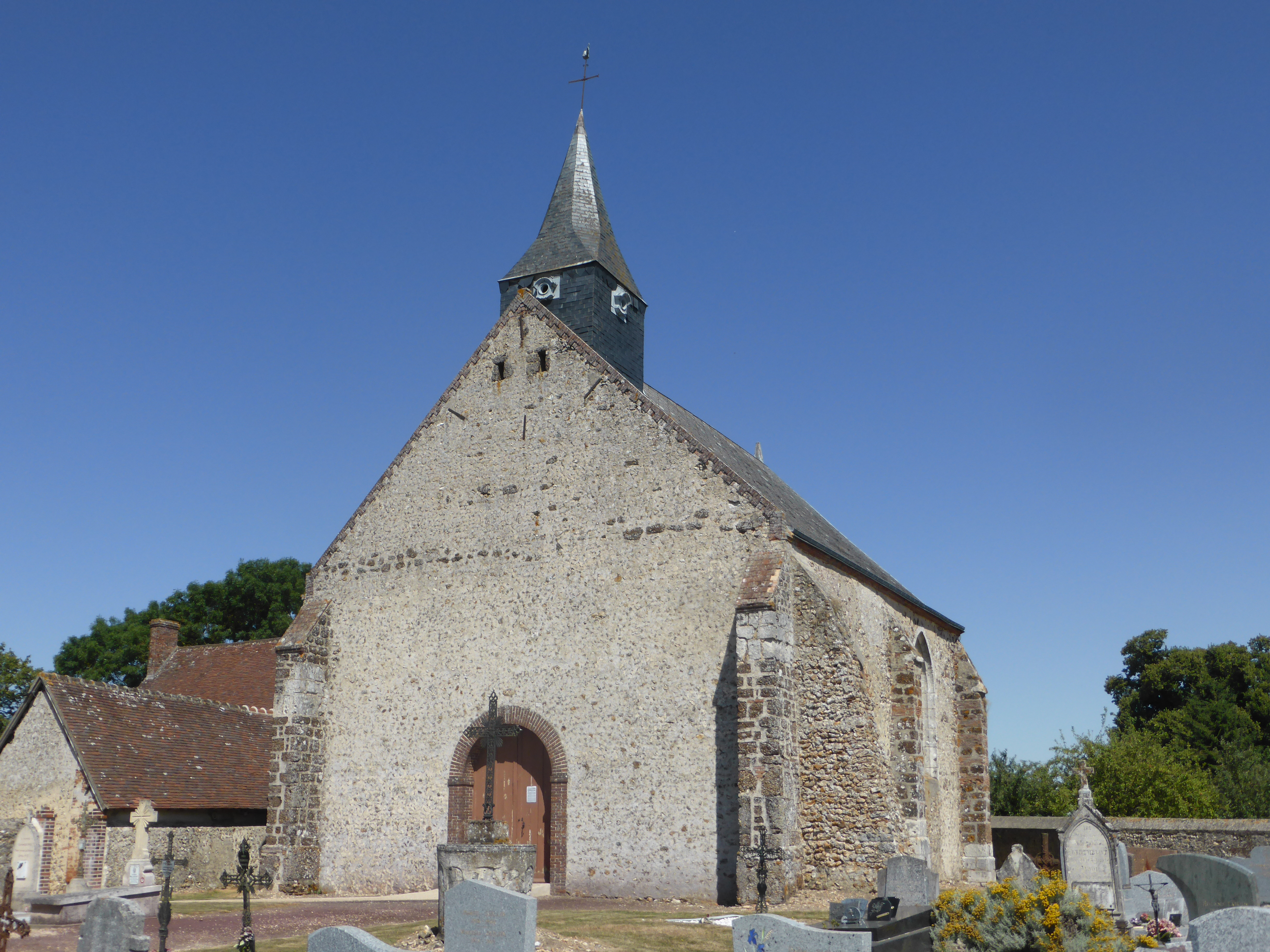
Kirche Notre-Dame